# Тигриња (језик)
Тигриња је један од северноетиопских језика којим говори око 5.800.000 људи, са још 146.000 који га говоре као други језик. У Еритреји је службени језик.